# Придо, Хамфри
Ха́мфри При́до (англ. Humphrey Prideaux; 1648—1724) — английский, корнуоллский священник и востоковед, декан Нориджа (с 1702); автор двухтомника об истории евреев эпохи заключения канона.

## Биография
Родился в Падстоу (Корнуолл, Англия) в 1648 году. В 1679 году был назначен лектором еврейского языка в Крайст-черч — колледжа Оксфордского университета.
Его труд «The Old and New Testament connected and a history of the Jews and neighboring nations in the time of Christ» (2 тома, Лондон, 1718) пользовался долгое время славой образцовой истории евреев эпохи заключения канона; был переведён на французский (1722) и немецкий (1726) языки.